# Richard B. Hetnarski
Richard B. Hetnarski (Stopnica, 31 de mayo de 1928 - Naples, 8 de junio de 2024) fue un académico y traductor estadounidense nacido en Polonia, conocido por ser profesor en el departamento de ingeniería mecánica en el Rochester Institute of Technology. Fue miembro distinguido de la ASME desde 1983 y un ingeniero profesional licenciado en el estado de Nueva York desde 1976. Es reconocido por sus contribuciones en los campos de las Tensiones Térmicas y la Termoelasticidad.

## Primeros años y carrera
Richard B. Hetnarski nació en Stopnica, Polonia. Obtuvo un título de Maestría en Ciencias en ingeniería mecánica en la Universidad de Tecnología de Gdańsk en Polonia en 1952; un título de M.S. en matemáticas en la Universidad de Varsovia en 1960; y un Doctor en Ciencias Técnicas en el Instituto de Investigación Tecnológica Fundamental de la Academia Polaca de Ciencias en Varsovia en 1964, principalmente bajo la tutela del Profesor Witold Nowacki. En su carrera se concentró en su investigación en Mecánica de Cuerpos Sólidos.
En Polonia, trabajó en el Instituto de Aviación en Varsovia (1955–1959), y también en el Instituto de Investigación Tecnológica Fundamental de la Academia Polaca de Ciencias (1959–1969). En los años 1964–1965, tuvo becas posdoctorales en la Universidad de Columbia en Nueva York y en la Northwestern University en Evanston, Illinois.

## Inmigración a los Estados Unidos
En 1969, él y su familia emigraron de Polonia a los Estados Unidos, y se convirtió en Profesor Visitante en el Departamento de Teórica y Aplicada en la Universidad Cornell en Ithaca, Nueva York, durante el año 1969-1970. Se naturalizó como ciudadano estadounidense en 1974. Desde 1970 hasta 1998, ocupó cargos en el Departamento de Ingeniería Mecánica en el Rochester Institute of Technology, primero como Profesor Distinguido de la Fundación de Ciencia y Tecnología del Estado de Nueva York (1970-1971), luego como Profesor (1971-1992), y finalmente como Profesor James E. Gleason (1992-1998). Se convirtió en profesor emérito en 1998.
En 1979, tuvo una beca de verano en el NASA Lewis Research Center en Cleveland, Ohio. Luego, en septiembre de 1979, enseñó un curso patrocinado por UNESCO en el Centro Internacional de Ciencias Mecánicas (CISM) en Udine, Italia. Posteriormente, se convirtió en empleado de la NASA como ingeniero aeronáutico, y trabajó en la NASA en Cleveland hasta finales de enero de 1980. Más tarde, pasó cinco meses como Profesor Visitante en la Universidad de Paderborn en Alemania.

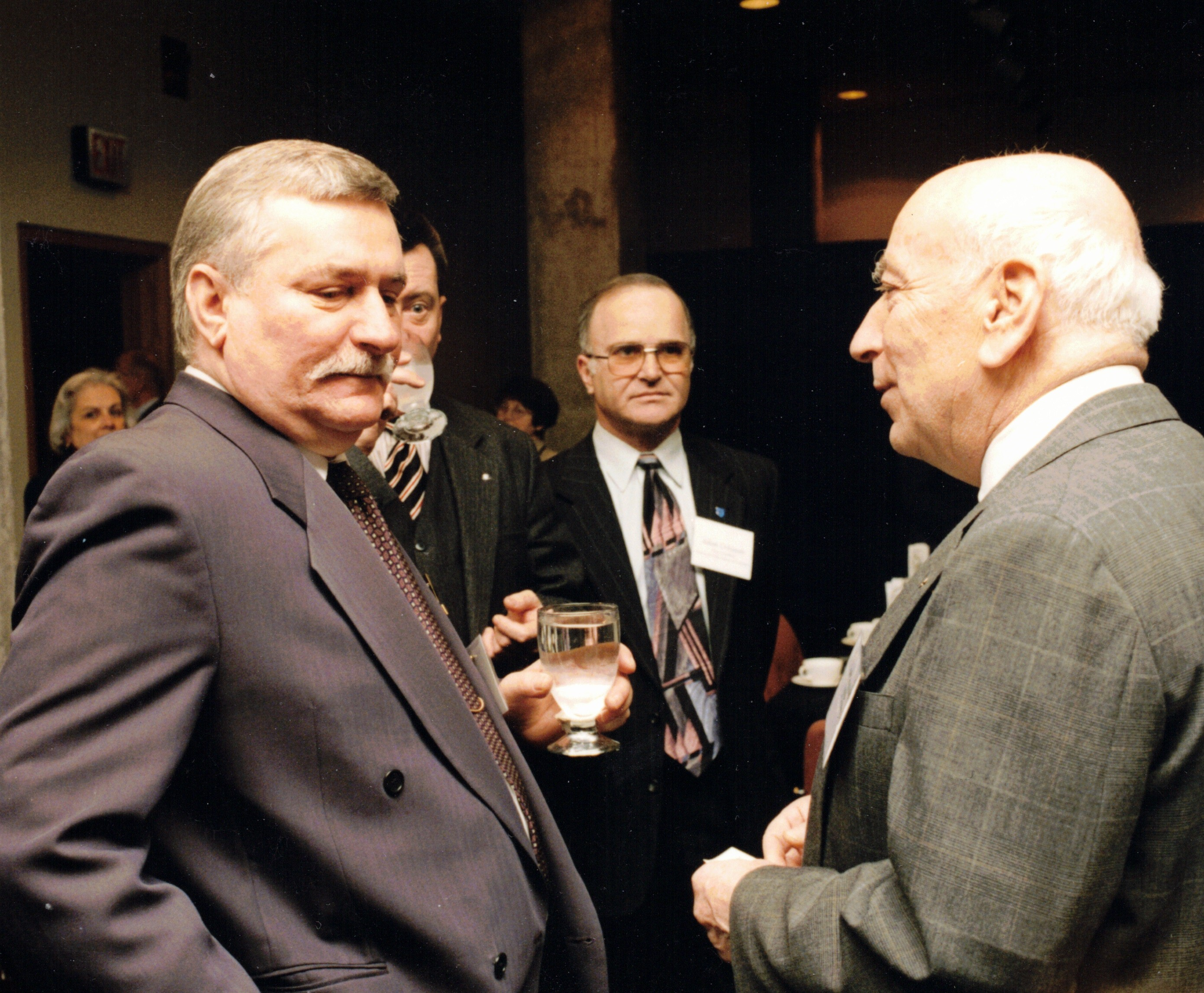
Lech Wałęsa, ganador del Premio Nobel de la Paz y expresidente de Polonia, y Richard B. Hetnarski en discusión en el Rochester Institute of Technology el 16 de febrero de 1998

## Vida personal
Era conocido por sus profundas convicciones prodemocracia. En 1989, cuando el gobierno comunista en Polonia colapsaba, dio una serie de presentaciones sobre el tema en tres afiliadas de televisión de NBC, ABC, y CBS. Cuando Lech Wałęsa, ganador del Premio Nobel de la Paz y expresidente de Polonia, visitó el Rochester Institute of Technology en febrero de 1998, él y Wałęsa discutieron la situación política en Polonia, posteriormente descrita en el Rochester Democrat and Chronicle, edición del 22 de febrero de 1998.
Hetnarski falleció en Nápoles, Florida, el 8 de junio de 2024, a la edad de 96 años.

## Logros

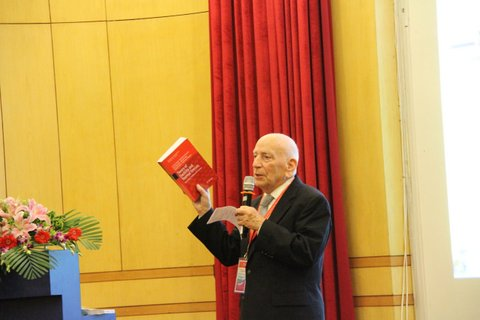
El profesor Richard B. Hetnarski, en la ceremonia de apertura del 10.º Congreso Internacional sobre Tensiones Térmicas en Nankín, China, el 1 de junio de 2013. Está presentando el libro "Teoría de la Elasticidad y Tensiones Térmicas" recién publicado.

Fue el fundador (junto con Naotake Noda) y presidente hasta 2020 de los Congresos Internacionales sobre Tensiones Térmicas (ICTS). Estos congresos se celebran cada dos años consecutivos en tres continentes, es decir, en Asia, América y Europa. La primera reunión se celebró del 5 al 7 de junio de 1995 en Hamamatsu, Japón, en la Universidad de Shizuoka, y la segunda se celebró del 8 al 11 de junio de 1997 en Rochester, Nueva York, EE. UU., en el Rochester Institute of Technology. Estos eventos se denominaron Primer y Segundo Simposio Internacional sobre Tensiones Térmicas y Temas Relacionados, respectivamente. El nombre Simposio Internacional sobre Tensiones Térmicas y Temas Relacionados se cambió a Congreso Internacional sobre Tensiones Térmicas con la reunión en Cracovia, Polonia, en la Universidad Tecnológica de Cracovia del 13 al 17 de junio de 1999. En 2002, los Congresos Internacionales sobre Tensiones Térmicas (ICTS) se convirtieron en una Organización Afiliada de la Unión Internacional de Mecánica Teórica y Aplicada (IUTAM).
Hetnarski fue activo en la enseñanza, la investigación, la publicación, la traducción y la edición. Es autor de numerosos artículos sobre Mecánica y Matemáticas. Su último artículo, sobre el Sistema de Muelle de Fuerza Constante con una Espiral se publicó en la Journal of Mechanisms and Robotics de la ASME en 2020, cuando tenía 92 años.

## Libros
Fue coautor de cinco libros de texto a nivel de posgrado:
- Tensiones Térmicas,[30] por N. Noda, R.B. Hetnarski y Y. Tanigawa, 2.ª edición, Taylor & Francis, XIV+493 páginas, 2003.
- La Teoría Matemática de la Elasticidad, por R.B. Hetnarski y J. Ignaczak, 2.ª edición, CRC Press, XXXV+800 páginas, 2010.
- Soluciones Manual para acompañar el libro Teoría Matemática de la Elasticidad, por R.B. Hetnarski y J. Ignaczak, Taylor & Francis, Nueva York, 2005, 160 páginas.
- Tensiones Térmicas - Teoría Avanzada y Aplicaciones, por R.B. Hetnarski y M.R. Eslami, 2.ª edición, Springer, XXXII+636 páginas, 2019.
- Teoría de la Elasticidad y Tensiones Térmicas – Explicaciones, Problemas y Soluciones, por M.R. Eslami, R.B. Hetnarski, J. Ignaczak, N. Noda, N. Sumi y Y. Tanigawa, XVI+789 páginas, Springer, 2013.

## Trabajo como editor y traductor

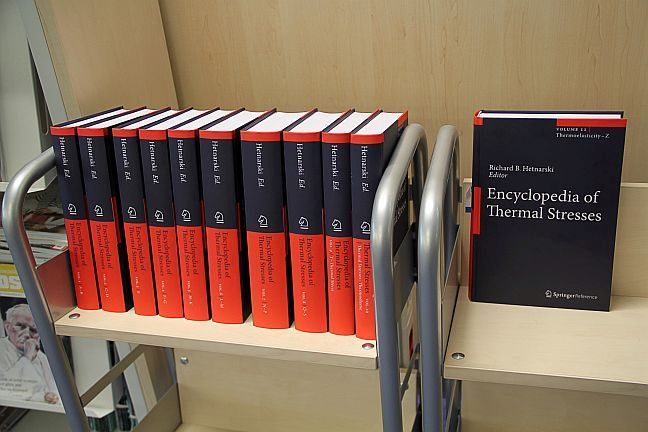
Los 11 volúmenes de la Enciclopedia de Tensiones Térmicas, 10 de junio de 2014

En 1978, fundó el Journal of Thermal Stresses, y fue su editor en jefe durante 40 años (1978-2018), y ahora es su Editor Honorario. Fue Editor (1988-1991) de Applied Mechanics Reviews.
Fue Editor de la Enciclopedia de Tensiones Térmicas de 11 volúmenes, 6643 páginas, Springer, 2014. Además, fue Editor del manual de cinco volúmenes Tensiones Térmicas que fue publicado por Elsevier en Ámsterdam y por Lastran Corp. en Rochester, Nueva York, en los años 1986-1999.
Hetnarski tradujo o co-tradujo tres libros al polaco desde el ruso, desde el alemán, y desde el inglés, y uno del ruso al inglés. Editó cinco libros sobre Mecánica.